# Agence Stefani
La Télégraphie privée – agence Stefani est la première agence de presse italienne fondée à Turin par Guglielmo Stefani le 26 janvier 1853 et dissoute en 1945.

## Histoire

### Les débuts
La Telegrafia privata – Agenzia Stefani (Télégraphie privée – agence Stefani) est créée le 26 janvier 1853 à Turin par Guglielmo Stefani qui est d'origine vénitienne et directeur de la Gazzetta Piemontese (it), avec le soutien de Camillo Benso, comte de Cavour, premier ministre. 
Sous le gouvernement Cavour, l'agence obtient des avantages importants par les subventions provenant des fonds secrets, alors que le Statut albertin interdit les privilèges et les monopoles privés. La presse radicale, quant à elle, subit des restrictions sur la liberté d'information. Ainsi l'agence Stefani, étant en situation de monopole, devient instrument du gouvernement pour le contrôle des médias du royaume de Sardaigne.
Après la mort de Guglielmo Stefani, d’une maladie infectieuse, le 11 juin 1861, l'agence resserre sa collaboration avec l'agence britannique Reuters et avec l'agence française Havas. Au moment de la création de l'agence Stefani, le Giornale di Roma a publié des correspondances Havas à partir de 1852 et des télégrammes Havas à partir de 1854.
Le 21 septembre 1861, M. Brenna, directeur à Florence de l'agence Stefani depuis sept ans, signe un premier traité avec Charles-Guillaume Havas. L'agence Stefani concède à Havas le monopole des informations italiennes et s'engage à entretenir des correspondants à Rome, Naples et d'autres villes de la péninsule, ainsi qu'à servir de relais aux dépêches Havas à destination ou en provenance du Levant. Havas acquiert 50 % de l'agence Stefani en 1865.
Voix officieuse du gouvernement, la « Stefani » suit les différents transferts de la capitale italienne, de Turin à Florence en 1865, puis à Rome en 1871.

### La direction de Friedländer
En 1881, la direction est reprise par Hector Friedländer qui l'assure pendant 37 ans. Marié à une autrichienne, ami avec tous les journalistes mais décrié par beaucoup d'entre eux pour sa "lâcheté", le nouveau patron donne un coup de barre vers le projet de Triple alliance télégraphique du chancelier allemand Otto von Bismarck et de l'Empire austro-hongrois. Forcé par le premier ministre italien Francesco Crispi de choisir entre lui et Havas, Friedlander n'hésita pas : il craignait que Crispi n'accorde l'appui gouvernemental à une autre agence italienne, il répondit à ses demandes en se montrant de plus en plus difficile avec son partenaire Havas. Sous sa direction, l'agence est considérée comme l'un des plus fidèles auxiliaires de la politique pro-allemande inaugurée par le Secrétaire général du ministère des Affaires étrangères. Elle est même accusée de "dénaturer les faits et tronquer les débats".
La proximité de l'agence avec le gouvernement contribue, selon lui, à fortement à atténuer les opinions de la presse lors d'événements controversés de l'époque : désastreuse guerre en Afrique, scandale de la Banque romaine, massacre de Milan lors des soulèvements populaires de 1898, par le général Bava-Beccaris, actions répressives du gouvernement Pelloux, assassinat d'Humbert Ier, guerre de Libye et changements désinvoltes d'alliances internationales qui précèdent la Première Guerre mondiale. L'opposition dénonce au contraire une censure croissante de l'agence Stefani.
Entre 1887 et 1889, le chancelier allemand Bismarck s'efforce de "torpiller l'alliance existant entre les grandes agences" pour lui substituer une "triple alliance télégraphique", regroupant les agences allemande, autrichienne et italienne, "qui échoue de peu". Ainsi, au cours de la dernière décennie du XIXe siècle, le président du conseil italien Francesco Crispi se fait ainsi le promoteur de la rupture avec Havas, accusée de propager des informations fausses ou tendancieuses, d'encourager la politique étrangère de la France. Un accord d'échange mutuel est signé avec l'équivalent allemand, l'agence Continentale, et avec l'agence autrichienne, Telegraphen Korrespondantz Bureau ("Korbureau"), basée à Vienne, ainsi qu'avec Reuters, de manière à permettre aux gouvernements de contrôler et censurer, si nécessaire, les nouvelles en provenance et à destination de l'étranger. 
Au cours de la Première Guerre mondiale, l'agence Stefani reçoit l'exclusivité de la diffusion des dépêches de l'état major de l'armée. En 1920, un accord est conclu avec le gouvernement qui lui confie la tâche de diffuser l'information officielle à la presse, aux préfets et aux bureaux gouvernementaux. En application de l'accord, la nomination du directeur et des principaux correspondants étrangers sont soumis à l'accord du gouvernement. L'année suivante, un nouvel accord avec Havas lui donne accès aux informations provenant des États-Unis et de l'Amérique latine, grâce aux liaisons par câble créées entre New York et Paris.

### La gestion de Morgagni
Après l'arrivée au pouvoir du régime fasciste, Mussolini s'aperçoit de l'utilité potentielle d'un tel instrument et, le 8 avril 1924 et place l'agence Stefani sous le contrôle du « sansepolcriste» Manlio Morgagni qui, en peu de temps, la transforme en voix officielle du gouvernement en Italie et à l'étranger .

« Ma première lecture le matin sont les dossiers de Stefani. D'ailleurs, je vois souvent, et volontiers, Morgagni. »

— Benito Mussolini
En 1924, l'agence peut compter sur 14 bureaux en Italie, avec 160 correspondants, et 12 à l'étranger qui réussissent quotidiennement à «travailler» une moyenne de 165 dépêches entrantes et 175 sortantes. Sous la direction de Morgagni, l'agence connait un développement important, grâce aux capitaux fournis par l'État italien, au point qu'en 1939, les bureaux italiens sont au nombre de 32 et 16 à l'étranger. Stefani a alors 261 correspondants en Italie et 65 à l'étranger lesquels, chaque jour, traitent une moyenne de 1 270 dépêches entrantes et de 1 215 sortantes.
En mai 1933, Manlio Morgagni se rend à Paris avec pour mission d'installer l'agence Stefani au rang d'agence mondiale et de briser le lien exclusif entre les agences Associated Press, Reuters et Havas. Il déclare que AP ne doit pas diffuser de service mondial en Italie et que  Reuters et Havas doivent se contenter d'y diffuser des nouvelles de leur seul pays. Il obtient ainsi un contrat qui lui donne le droit de collecter des nouvelles dans le monde entier, les trois autres agences acceptant la signature d'un "pacte à quatre", qui se révèlera purement symbolique.

### La RSI et l'ANSA
Avec l'avènement de la République sociale italienne, l'agence Stefani devient propriété de l’État et son siège est déplacé à Milan, sous la direction de Luigi Barzini père. Après la Libération, Barzini a dû se défendre contre l'accusation de complicité avec la République sociale. Le 31 juillet 1945 la Haute Cour de justice a condamné pour sa présidence de Stefani. Barzini a perdu le droit d'exercer la profession de journaliste. Le dernier directeur de l'agence Stefani, Ernesto Daquanno, est fusillé à Dongo avec les dignitaires accompagnant Mussolini.
Dissoute le 29 avril 1945, la structure technique et son organisation sont transférées dans la nouvelle ANSA.

### Dirigeants successifs
- Guglielmo Stefani (1853-1861)
- Hector Friedländer (1881-1918)
- Manlio Morgagni (1924-1943)
- Luigi Barzini (1943-1945)